# Teatro Municipal Baltazar Dias
O Teatro Municipal Baltazar Dias é o principal teatro da cidade do Funchal, na Madeira, Portugal. Construído no final do século XIX, está localizado na baixa do Funchal, na Avenida Arriaga.

## História
Após a demolição do Teatro Grande, em 1833, os madeirenses começaram a reivindicar a construção de um novo teatro na cidade do Funchal.
No dia 9 de fevereiro de 1882, a Câmara Municipal do Funchal tomou finalmente a decisão de edificar um teatro no terreno do antigo e extinto mercado de São João. O projeto do arquiteto portuense Tomás Augusto Soler foi o escolhido. No entanto, com a sua morte precoce, em 1883, o projeto foi entregue ao seu conterrâneo José Macedo de Araújo Júnior, embora não seja conhecido se existiu alterações em relação ao projeto inicial. O teatro segue o modelo tipicamente italiano, seguindo o protótipo do Teatro de São Carlos em Lisboa e do Teatro La Scala em Milão.
João Sauvair da Câmara, enquanto presidente da cidade, iniciou as obras de construção do novo Teatro, tendo o ato simbólico do lançamento da primeira pedra ocorrido a 24 de outubro de 1884, contando com a presença de muito público e de três bandas musicais que se associaram ao feito atuando no Jardim Municipal.
Para ajudar na construção, que exigia competência e profissionais especializados, foi necessário contratar o mestre de obras Manuel Francisco Pereira. O arquiteto e cenógrafo italiano Luigi Manini, acompanhado pelo português Eugénio Cotrim, ficaram encarregues das decorações e cenografias.
A 29 de julho de 1887 foram dados por concluídos os trabalhos de construção do novo teatro. Houve então um primeiro contacto com o público, e a cidade compareceu entusiasta e em peso. O teatro só viria a ser inaugurado oficialmente a 11 de março de 1888, com a exibição da zarzuela “Las dos Princesas”, da companhia espanhola de José Zamorano, vinda das Ilhas Canárias.
A denominação do teatro sofreu na sua fase inicial algumas modificações. Primeiramente, como forma de homenagem à rainha, decidiu dar-se o nome de “D. Maria Pia” ao teatro. Em consequência dos acontecimentos da revolução republicana, a Câmara Municipal entendeu que o nome da rainha já não era harmonizável com o novo regime, tendo em novembro de 1910 alterado a sua designação para teatro "Dr. Manuel de Arriaga". A atribuição do nome em homenagem ao deputado da Madeira e primeiro presidente eleito da República Portuguesa, não foi aceite pelo mesmo, que recusou terminantemente este gesto. O teatro passou então, a partir de 12 de janeiro de 1912, a chamar-se "Teatro Funchalense". O volte-face na sua denominação, deu-se aquando da morte de Manuel de Arriaga, em 1917, tendo o seu nome surgido novamente no teatro.
Decorria o ano de 1935, quando a Câmara, presidida por Fernão de Ornelas decidiu mudar o nome para Baltazar Dias, em homenagem ao grande dramaturgo e poeta cego, nascido na Madeira, e referência incontornável do panorama teatral português. O nome mantêm-se até aos dias de hoje, num espaço que desde a sua inauguração, tem vindo a presentear a cidade com uma beleza arquitetónica inigualável e com atividades e espetáculos que o tornam um marco de vivência cultural da Madeira.

## Espaços

### Sala de Espectáculos
A sala de espetáculos do Teatro Municipal Baltazar Dias encontra-se preparada para apresentação de espetáculos de teatro, dança, música e cinema. Esta sala caracteriza-se pela típica cena à italiana com palco fixo central, plateia, camarotes e frisas.
Com uma lotação total de 384 Lugares o Teatro conta com:
- 186 lugares sentados na plateia
- 4 lugares adaptados para pessoas com mobilidade reduzida
- 66 lugares nas frisas
- 128 lugares nos Camarotes

### Salão Nobre
O Salão Nobre do Teatro Municipal Baltazar Dias é um espaço amplo e apto para acolher exposições, conferências, lançamentos e outros certames em ambiente mais intimista com o público, tendo capacidade para 130 cadeiras.

### Foyer
Localizado à entrado do Teatro, o Foyer é um espaço de médias dimensões preparado para acolher pequenos eventos e conferências. Tem capacidade para 100 lugares sentados.